# Grodzisk Wielkopolski

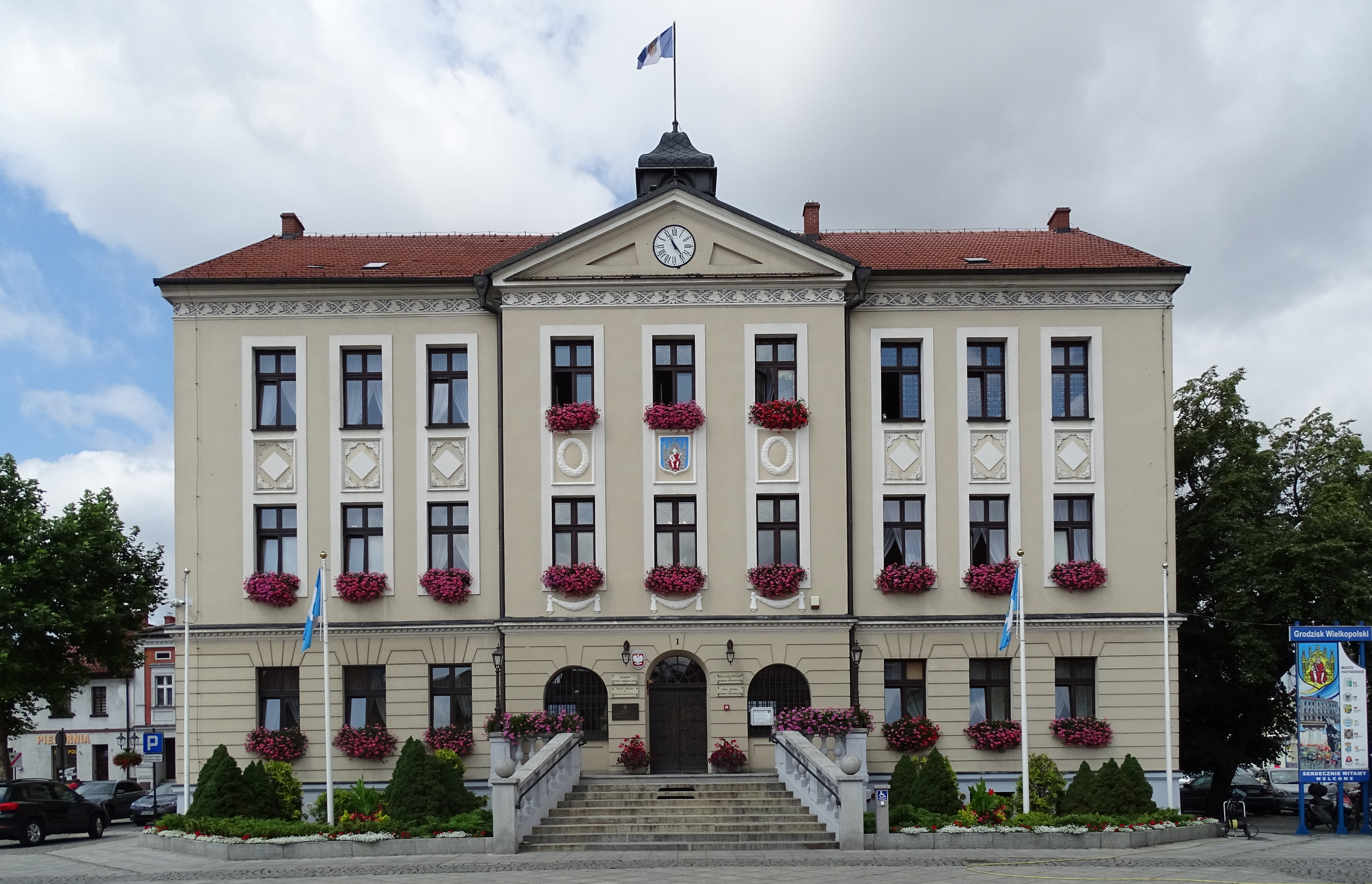
Városháza.

Grodzisk Wielkopolski (németül, Grätz) város és kistérség Lengyelországban. 1975-1998 között közigazgatásilag Poznań vajdaságba tartozott.
2005-ös adat szerint a lakossága 13 833 fő.
1. ↑  https://bdl.stat.gov.pl/api/v1/data/localities/by-unit/023015905024-0970810?var-id=1639616&format=jsonapi. (Hozzáférés: 2022. október 6.)